# Heliconius magnimacula
Heliconius magnimacula är en fjärilsart som beskrevs av Heinrich Neustetter 1932. Heliconius magnimacula ingår i släktet Heliconius och familjen praktfjärilar. Inga underarter finns listade i Catalogue of Life.